# Alfred Leikam
Alfred Leikam (* 1. September 1915 in Korb (Württemberg); † 8. Februar 1992 in Schwäbisch Hall) war Notar, Bürgermeister, Politiker und ein deutscher Gerechter unter den Völkern.

## Leben
Alfred Leikam besuchte die Realschule in Waiblingen, welche er 1932 abschloss, und begann danach eine Ausbildung zum Württembergischen Bezirksnotar. Drei Wochen nach seiner Geburt fiel sein Vater im Ersten Weltkrieg in Flandern. In seiner Kindheit erkrankte Leikam an Rachitis und wurde dadurch leicht gehbehindert. 1930, mit 15 Jahren, wurde er Leiter des CVJM in Korb. Durch seinen neuen Pfarrer Helmut Goes (seit 1934) lernte er die Schriften Karl Barths kennen, der auf eine Eigenständigkeit der Kirche gegenüber der Gesellschaft bestand. Dies machte Leikam zu einem Gegner des Nationalsozialismus. Er schloss sich der Bekennenden Kirche an, einer Oppositionsbewegung evangelischer Christen gegen eine Gleichschaltung mit dem Nationalsozialismus. Er besuchte ihre Kundgebungen und verteilte Flugblätter.
Die Machtergreifung Hitlers 1933 hatte zunächst keine gravierenden Einschnitte in sein Leben zur Folge, bis er 1934 mit der Korber Hitlerjugend (HJ) aneinandergeriet, weil er auf einer Feier in einem symbolischen Akt der Vereinigung des Christlichen Vereins Junger Menschen (CVJM) mit der HJ nicht mitspielte. Nach einem kurzen Intermezzo in der HJ wurde er 1936 offiziell ausgeschlossen, weil er eine Textstelle in einem ihrer Lieder nicht mitsingen wollte. Kurz nachdem seine Mutter 1937 gestorben war, lieferte er sich im Korber Rathaus mit dem damaligen Bürgermeister eine heftige verbale Auseinandersetzung, die sein Leben verändern sollte. Er wurde 1938 verurteilt und in das Konzentrationslager Buchenwald verlegt, bis er 1943 mit Unterstützung durch Fritz Grünzweig freikam. Sein Stiefvater hatte inzwischen sein ganzes Hab und Gut verkauft. Als Leikam nach Hause kam, meinte er, enttäuscht über das Verhalten der Korber:

„Ich habe bemerkt, sie hatten allesamt ein schlechtes Gewissen. Aber nach außen hin hat sich niemand zu mir bekannt, nur ein paar alte Freunde. Die meisten Korber standen im Grunde genommen noch auf der Gegenseite. Sie haben nicht gezeigt, dass sie irgendwelche Zweifel an diesem Regime hatten: Das kam erst zum Ende des Krieges.“

Im selben Monat zog er nach Waiblingen, wo er eine Arbeit als kaufmännischer Angestellter fand. Nach dem Krieg bekleidete er viele Ämter (s. u.).

### Der Vorfall in der Korber Turnhalle
Nach den aufgezwungenen Kirchenwahlen im Juni 1933, die zu einer Spaltung der evangelischen Kirche führten, wurde 1934 die Evangelische Jugend offiziell in die HJ eingegliedert. In der Korber Turnhalle wurde dieser Beschluss feierlich vollzogen. Auf der einen Seite standen die grün gekleideten CVJMler und auf der anderen die braunen Jungs der HJ.

„Da fand in Korb eine Kundgebung statt, in der Turnhalle […]. Und in einem quasi symbolischen Akt sollten dann die CVJM-Mitglieder in die Gruppe der Hitlerjugend übertreten. Aber zwei Mitglieder, ein Bauernknecht und ich, sind ausgeschert und stehengeblieben.“

Dieser „kleine“ Vorfall bewegte noch lange danach sehr viele Jugendliche.

### Die kurze Zeit in der HJ
Mit der Begründung des paulinischen Gebots des Gehorsams gegenüber der Obrigkeit (Röm 13,1–4 ), da die HJ eine Art Staatsjugend sei, trat Alfred Leikam kurz nach dem Vorfall in der Korber Turnhalle dennoch der HJ bei. Durch sein nonkonformes Verhalten wurde er allerdings schnell wieder ausgeschlossen. Zu den Feierlichkeiten anlässlich der Eingliederung des Saarlandes in das Deutsche Reich 1935 schmetterte die HJ das Lied Vorwärts, vorwärts. Alfred Leikam weigerte sich, bei einer Stelle des Liedes (s. u.) mit einzustimmen, und es kam zu einem heftigen Streit mit den Korber HJ-Führern. Seine Begründung war folgende:

„Dieser Inhalt ist strikt gegen den christlichen Glauben. So eine Fahne hat doch nichts mit Gott und dem Tod und der Ewigkeit zu tun, das ist doch heidnischer Götzendienst.“

Daraufhin teilte ihm der Rottenführer der Gefolgschaft 12/180 am 2. Januar 1936 schriftlich mit:

„Die Auseinandersetzungen, die ich und mein Kamerad […] mit Dir hatten, habe ich an meine vorgesetzte Dienststelle weitergeleitet. Von dort aus wurde Dein sofortiger Ausschluß aus der HJ verfügt.“

Unter Androhung einer Mindeststrafe von 6 Monaten Gefängnis musste Leikam bis zum 31. Januar 1936 sämtliche HJ-Artikel zurückgeben, durfte sich nie mehr als Hitlerjunge bezeichnen und sollte seine braunen Kleidungsstücke umfärben. Am 7. Januar 1936 beantragte er beim Unterbannführer der HJ II/180 in Fellbach eine Abschrift der Ausschluss-Verfügung und eine schriftliche Bescheinigung dazu in den vorformulierten Worten:

„Alfred Leikam, Korb, geb. 1.9.1915 wurde mit Wirkung ab 1.1.1936 aus der HJ ausgeschlossen, weil er sich, unter Berufung auf den christlichen Glauben, weigerte, von dem Lied: ‚Vorwärts, vorwärts …‘ zu singen: ‚Unsere Fahne führt uns in die Ewigkeit, unsere Fahne ist mehr als der Tod‘.“

Er legte noch einen Frei-Umschlag bei, doch der Antrag wurde abgelehnt.

### Der Streit im Rathaus

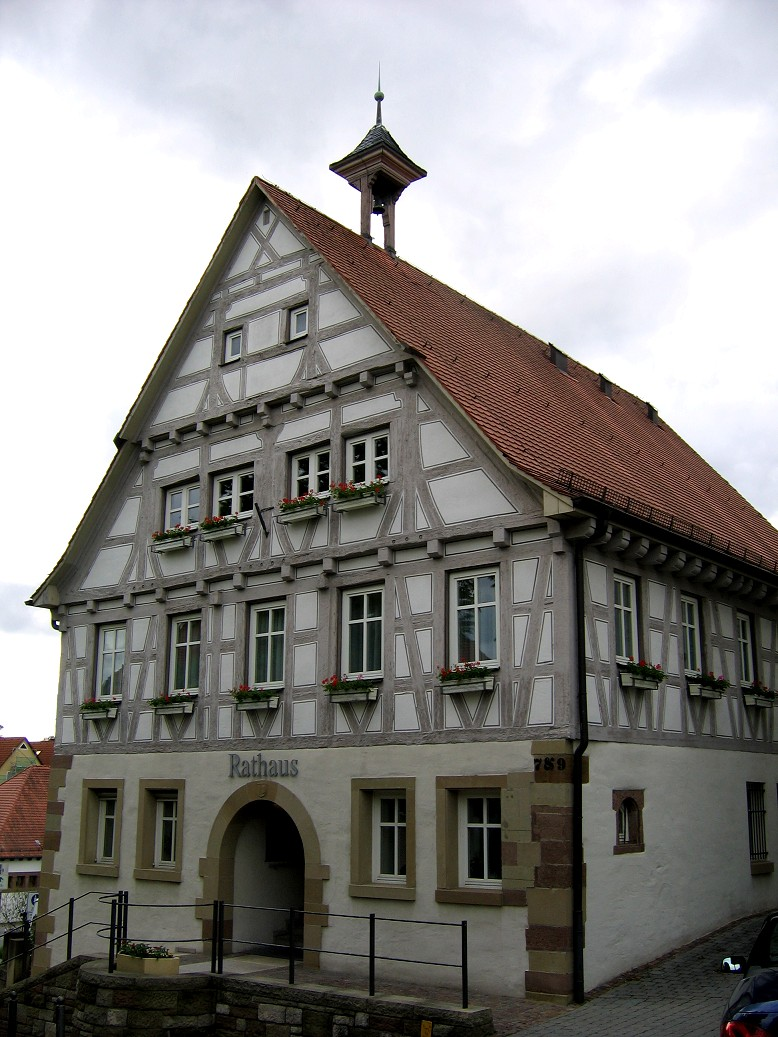
Das Rathaus in Korb

Am 10. November 1937 kam Leikam in einer geschäftlichen Angelegenheit in das Rathaus in Korb, geriet dann aber in eine leidenschaftliche, zweistündige Diskussion mit dem Bürgermeister, bei der u. a. Sätze fielen wie:

„Ein Vaterland komme für ihn erst lange nach der Kirche, der Staat sei für ihn nur da, ihn vor Angriffen zu schützen. Er anerkenne nur den Staat, aber niemals die Partei. Die Partei sei feige und hinterlistig, sie führe den Kampf gegen die Kirche unter dem Deckmantel des Staates nicht offen. Usw.“

Als der Amtsdiener ins Zimmer kam, um den Raum für eine Trauung mit einer Hakenkreuzflagge zu versehen, meinte Leikam:

„Solange diese Fahne dabei sei, würde er sich nicht trauen lassen und seine Kinder werde er auch nicht in die HJ lassen. Auch werde er seine Kinder niemals den Religionsunterricht in der Schule besuchen lassen.“

Den Hinweis des Bürgermeisters, dass er als Notariatspraktikant den Diensteid geleistet habe, quittierte er mit den Worten:

„Das sei ihm ganz gleich, er warte schon lange darauf, daß man ihn hole. Als er seinen Diensteid geleistet habe, habe er nicht gewußt, wie die Partei sich zur Kirchenfrage einmal stellen werde. Heute würde er sich weigern, einen solchen Eid zu leisten.“

Daraufhin wurde Leikam verhaftet, angeklagt und verurteilt.

### Verurteilung vor dem Stuttgarter Sondergericht
Zwei Monate nach dem Streit im Rathaus wurde Leikam aus einer Lehrgangsvorlesung heraus von der Gestapo verhaftet und am selben Tag sein Beamtenverhältnis gekündigt. Er wurde wegen „nonkonformistischen Verhaltens“ und „Verbreitens oppositioneller Flugblätter und Rundschreiben“ angeklagt. Am 1. Juli 1938 fand vor dem Stuttgarter Sondergericht im Korber Rathaus die Gerichtsverhandlung statt. In der Anklageschrift stand u. a.:

„Er gab an, er habe eben den Standpunkt vertreten, dass der Staat auch als Ordnung Gottes der Herrschaft Christi unterliege und der Staat sein Schwert nur als Bevollmächtigter Christi führe.“

Alfred Leikam wurde zu zehn Monaten Haft auf Bewährung verurteilt und galt fortan als „Schutzhäftling“, der ohne rechtliche Grundlage jederzeit auf unbestimmte Dauer inhaftiert werden konnte. Während der Gerichtsverhandlung sollen einige Freunde der Bekennenden Kirche im benachbarten Pfarrhaus so laut gesungen haben, dass man es bis ins Rathaus hörte. Leikam wurde zunächst im Welzheimer Polizeigefängnis festgehalten, bis ein oder zwei Monate später geprüft werden konnte, ob man ihn entlassen könne. Leikam blieb aber seinem Glauben treu und bekannte schriftlich:

„Ich werde die Gesetze des Staates beachten, soweit sie nicht dem christlichen Glauben, wie dieser im Glaubensbekenntnis und in den Zehn Geboten erkennbar ist, widersprechen.“

Im November 1938 wurde er ins Konzentrationslager Buchenwald verlegt.

### Die Haftzeit im KZ

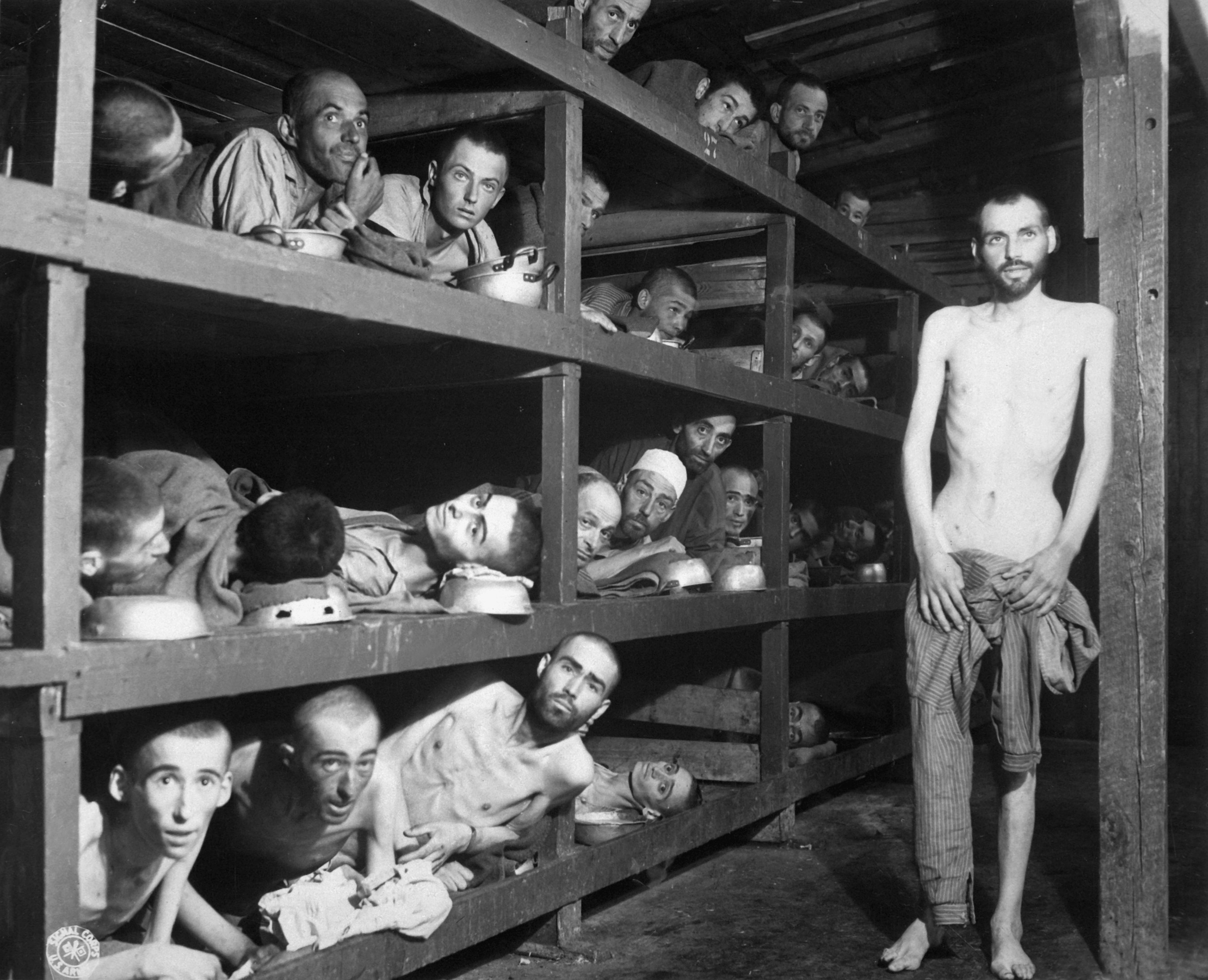
Gefangene in Baracke 56 des KZ Buchenwald, entstanden im April 1945 nach der Befreiung des Lagers

Die Bekennende Kirche nahm den mutigen jungen Christen wohlweislich bereits vier Tage nach dem Scheinprozess bis 1943 in ihre Fürbittenliste auf, in der er in einer Reihe mit z. B. Pfarrer Martin Niemöller stand, welcher ebenfalls in einem KZ festgehalten wurde.
1938 kam Leikam zunächst für ein halbes Jahr in das württembergische Schutzhaftlager Welzheim, bis er wegen seiner christlichen und humanitären Gesinnung erneut verurteilt wurde und man ihn in das Konzentrationslager Buchenwald verlegte.
Dort angekommen, wurde er gleich einem der härtesten Arbeitskommandos zugeteilt. Durch seine Freundschaft zu einigen politischen Häftlingen, die in der lagerinternen Verwaltung arbeiteten, kam er jedoch im Spätsommer 1939 als Häftlingsschreiber in die Schreibstube des Krankenbaues, der „heimlichen“ Zentrale des Buchenwalder Widerstandes gegen die SS.
Die SS hatte verboten, medizinische Fachkräfte unter den Häftlingen einzusetzen; von den SS-„Ärzten“ einmal abgesehen, die eher mit Menschenleben experimentierten, als sie zu heilen, arbeiteten nur Laien als Pfleger. Anfang 1942 kam Leikam als Helfer in eine neu aufgebaute Menschenversuchsstation für Fleckfieberimpfungen, in der etwa 158 Häftlinge durch künstlich erzeugtes Fleckfieber oder die Giftspritze den Tod fanden. In dieser für ihn unerträglichen und qualvollen Zeit rettete Leikam mindestens einem jüdischen Häftling das Leben, indem er ihn verlegen ließ. 1943 ließ er sich unter Todesandrohung eines SS-„Arztes“ schnellstmöglich wieder versetzen.
Am 9. November 1943 wurde Leikam, vermutlich aufgrund einer Intervention durch Landesbischof Theophil Wurm, aus der Haft entlassen.

## Lebensweg in der Nachkriegszeit
Nach dem Ende des Zweiten Weltkrieges wurde er 1945 Bürgermeister von Korb und Vorsitzender einer Spruchkammer zur Entnazifizierung. Ab 1948 arbeitete er als Notarsverweser in Esslingen, später als Notar in Waiblingen und Schwäbisch Hall.
Von 1952 bis 1957 war Leikam Mitglied in der Leitung der Gesamtdeutschen Volkspartei (GVP), die sich für ein neutrales Gesamtdeutschland einsetzte und zahlreiche prominente evangelische Christen vereinigte. Nach deren Auflösung trat er in die SPD ein, wurde Kreisvorsitzender der Schwäbisch Haller SPD und Kreistagsmitglied.
Außerdem war er Mitglied der Bezirkssynode in der Landeskirche Württemberg und Stellvertretender Landesvorsitzender des evangelischen Männerwerkes.

## Die Ehrung zum „Gerechten unter den Völkern“
Am 2. Mai 2003 verlieh die israelische Holocaust-Gedenkstätte Yad Vashem Alfred Leikam posthum den Titel „Gerechter unter den Völkern“. Die Feierlichkeiten fanden erstmals im Park der Residenz des Botschafters statt. Yoel Lion, Leiter der Abteilung für Öffentlichkeitsarbeit, überreichte die Medaille den zehn Familienangehörigen des Geehrten. Zu den weiteren Ehrengästen gehörten Feliks Grzeskowiak, der mit seiner Familie eigens aus Polen angereist kam, sowie sein Freund Fritz Laukenmann.
Den Antrag stellte Fritz Laukenmann mit den für den Prozess vorgeschriebenen Aussagen zweier Zeugen, des politisch Verfolgten und KZ-Überlebenden Feliks Grzeskowiak und der Witwe des 1968 verstorbenen, holländischen Juden und Buchenwald-Häftlings Max Nebig.
Der Niederländer kam im Februar 1941 in das KZ Buchenwald und sollte weiter in das Vernichtungslager KZ Mauthausen transportiert werden. Alfred Leikam arbeitete zu diesem Zeitpunkt im Krankenbau und stellte bei Max Nebig eine Tuberkulose-Erkrankung fest. Er ordnete eine Verlegung in die Isolierstation an, welche den Juden vor einer Weiterverlegung nach Mauthausen schützte.
In einem von Leikam verfassten Zusatzbericht zu Eugen Kogons Buch Der SS-Staat heißt es über das Weitere: „Als klar war, dass diese Abschiebung nicht mehr verhindert werden konnte, entschloss sich die Häftlingsverwaltung den Häftling nach den Revierakten ‚sterben‘ zu lassen, das heißt, dass Nebig die Häftlingsnummer eines tatsächlich gestorbenen Häftlings bekam und mit dessen Namen das Lager überlebte.“

## Ehrungen
Im Jahre 1979 wurde Alfred Leikam mit dem Bundesverdienstkreuz am Bande ausgezeichnet und 2003 als „Gerechter unter den Völkern“ durch den Staat Israel. In Schwäbisch Hall wurde die Alfred-Leikam-Straße und das Alfred-Leikam-Blockheizkraftwerk nach ihm benannt.
In Korb wurde im Oktober 2016 der Alfred-Leikam-Garten eingeweiht.
Die durch das im Jahr 2021 erbaute Waiblinger Wohngebiet „Lindenhöfe“ führende Straße wurde nach Alfred Leikam benannt.